# Seth Helgeson
Seth Henry Helgeson (* 8. Oktober 1990 in Faribault, Minnesota) ist ein US-amerikanischer Eishockeyspieler, der seit Juli 2017 bei den Bridgeport Islanders in der American Hockey League auf der Position des Verteidigers spielt.

## Karriere
Helgeson verbrachte seine Juniorenzeit zwischen 2007 und 2009 bei den Sioux City Musketeers in der United States Hockey League. Von dort wechselte der Verteidiger an die University of Minnesota, nachdem er zuvor im NHL Entry Draft 2009 in der vierten Runde an 114. Position von den New Jersey Devils aus National Hockey League ausgewählt worden war. An der University of Minnesota spielte der US-Amerikaner parallel zu seinem Studium in den folgenden vier Jahren bis zum Frühjahr 2013 für das Universitätsteam in der Western Collegiate Hockey Association, einer Division im Spielbetrieb der National Collegiate Athletic Association. Während dieser Zeit wurde er zweimal ins All-Academic Team der WCHA gewählt.
Im April 2013 wurde Helgeson zunächst auf Probe von den Albany Devils, dem Farmteam New Jerseys aus der American Hockey League verpflichtet und absolvierte im restlichen Verlauf der Saison 2012/13 vier Partien. Wenige Wochen später erhielt er schließlich ein Angebot New Jerseys, wo er sich für zwei Jahre verpflichtete. Zunächst kam der Abwehrspieler aber ausschließlich für Albany in der AHL zum Einsatz und es dauerte bis in die Saison 2014/15 hinein, ehe er in der NHL debütierte. Im Verlauf der Spielzeit – wie auch den beiden folgenden – pendelte Helgeson immer wieder zwischen AHL und NHL, nachdem sein Vertrag im Sommer 2015 um zwei Jahre verlängert worden war.
Nach der Saison 2016/17 wurde sein auslaufender Vertrag jedoch nicht verlängert, sodass sich Helgeson als Free Agent im Juli 2017 den New York Islanders anschloss. Dort wurde er ausschließlich bei den Bridgeport Sound Tigers in der AHL eingesetzt, ehe er dort im Oktober 2020 einen auf die AHL beschränkten Vertrag unterzeichnete und dem Team zunächst bis zum Ende der Spielzeit 2023/24 treu blieb. Im November 2024 wurde das Arbeitsverhältnis wieder aufgenommen.

### International
Für sein Heimatland spielte Helgeson jeweils im Rahmen der World Junior A Challenges der Jahre 2007 und 2008. Dabei gewann er 2007 die Bronze- und 2008 die Goldmedaille.

## Erfolge und Auszeichnungen
- 2009 Teilnahme am USHL All-Star Game
- 2012 WCHA All-Academic Team
- 2013 WCHA All-Academic Team

### International
- 2007 Bronzemedaille bei der World Junior A Challenge
- 2008 Goldmedaille bei der World Junior A Challenge

## Karrierestatistik
Stand: Ende der Saison 2023/24

### International
Vertrat die USA bei:
- World Junior A Challenge 2007
- World Junior A Challenge 2008

(Legende zur Spielerstatistik: Sp oder GP = absolvierte Spiele; T oder G = erzielte Tore; V oder A = erzielte Assists; Pkt oder Pts = erzielte Scorerpunkte; SM oder PIM = erhaltene Strafminuten; +/− = Plus/Minus-Bilanz; PP = erzielte Überzahltore; SH = erzielte Unterzahltore; GW = erzielte Siegtore; 1 Play-downs/Relegation; Kursiv: Statistik nicht vollständig)